# Rue Chana-Orloff
La rue Chana Orloff est une voie du 19e arrondissement de Paris, en France.

## Situation et accès
La rue Chana Orloff est une voie située dans le 19e arrondissement de Paris. Elle se situe dans le secteur de l'ancien entrepôt Macdonald et dessert la Forêt linéaire sud.
Elle est desservie par le tramway T3b et la gare Rosa-Parks du RER E.

## Origine du nom

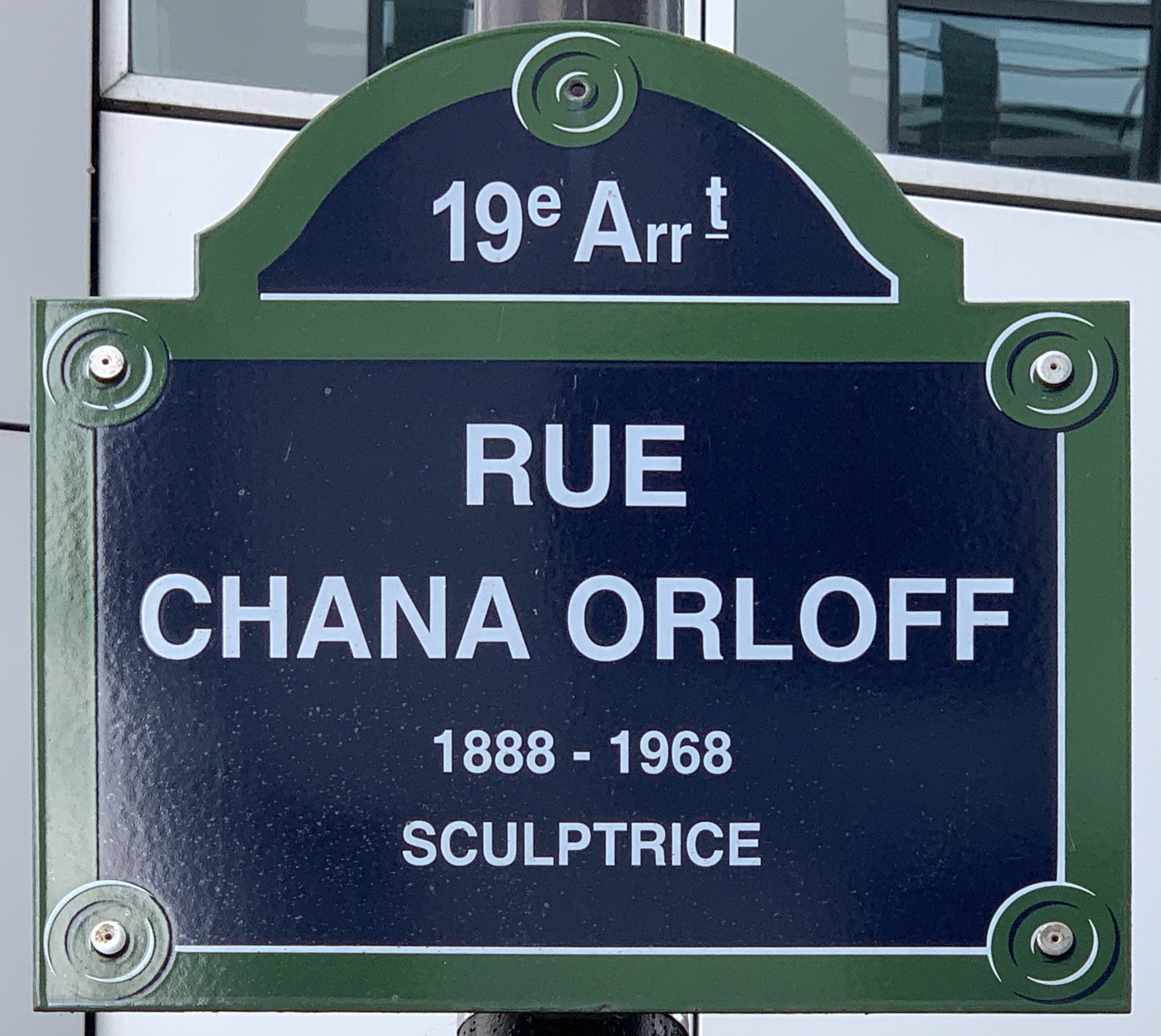
Plaque de la rue.

La rue est nommée en hommage à la sculptrice française Chana Orloff (1888-1968).

## Historique
La voie est créée dans le cadre de l'aménagement du Grand Projet de renouvellement urbain (GPRU) Paris Nord-Est secteur Macdonald et porte sa dénomination officielle depuis 2013. 

## Bâtiments historiques et lieux de mémoire
- Entrepôt Macdonald
- Canal Saint-Denis
- Gare Rosa-Parks